# Leslie Jasper Steele
Leslie Jasper Steele (* 21. November 1868 bei Decatur, Georgia; † 24. Juli 1929 in Washington, D.C.) war ein US-amerikanischer Politiker. Zwischen 1927 und 1929 vertrat er den Bundesstaat Georgia im US-Repräsentantenhaus.

## Werdegang
Leslie Steele besuchte sowohl öffentliche als auch private Schulen. Danach studierte er bis 1893 am Emory College in Oxford. Zwischen 1893 und 1898 war Steele als Lehrer tätig. Nach einem anschließenden Jurastudium an der University of Georgia in Athens und seiner im Jahr 1899 erfolgten Zulassung als Rechtsanwalt begann Steele in Decatur in seinem neuen Beruf zu arbeiten. Von 1902 bis 1921 gehörte er dem Bildungsausschuss im DeKalb County an.
Steele war Mitglied der Demokratischen Partei. Zwischen 1915 und 1920 amtierte er als Bürgermeister von Decatur. Gleichzeitig saß er von 1915 bis 1919 Abgeordneter als im Repräsentantenhaus von Georgia. Zwischen 1921 und 1925 arbeitete er als Bezirksstaatsanwalt. Bei den Kongresswahlen des Jahres 1926 wurde er im fünften Wahlbezirk von Georgia in das US-Repräsentantenhaus in Washington gewählt, wo er am 4. März 1927 die Nachfolge von William D. Upshaw antrat. Nach einer Wiederwahl konnte er bis zu seinem Tod am 24. Juli 1929 im Kongress verbleiben. Nach einer Nachwahl fiel sein Mandat an Robert Ramspeck. Leslie Steele war seit 1904 mit Rubie Sprayberrie (1885–1967) verheiratet, mit der er acht Kinder hatte.